# (10524) Maniewski
(10524) Maniewski est un astéroïde de la ceinture principale.

## Description
(10524) Maniewski est un astéroïde de la ceinture principale. Il fut découvert le 22 septembre 1990 à La Silla par Eric Walter Elst. Il présente une orbite caractérisée par un demi-grand axe de 2,24 UA, une excentricité de 0,11 et une inclinaison de 6,5° par rapport à l'écliptique.

## Compléments